# Vuelo 331 de American Airlines
El 22 de diciembre de 2009, un Boeing 737-800 de American Airlines, que operaba el vuelo 331 de American Airlines (Washington D. C.–Miami–Kingston, Jamaica) con 148 pasajeros y 6 tripulantes a bordo, se salió de la pista 12 al aterrizar en Kingston en condiciones meteorológicas adversas. El avión continuó en tierra fuera del perímetro del aeropuerto y se partió en tres en la playa. De las 154 personas a bordo, 85 resultaron heridas, 14 de ellas de gravedad.
Los factores que contribuyeron al accidente incluyeron la velocidad de la aeronave al aterrizar y el avión tocando tierra a más de 4000 pies (1200 m) del umbral de la pista. Los factores que contribuyeron incluyeron el fracaso de American Airlines para proporcionar entrenamiento sobre aterrizajes con viento de cola y el fracaso de la FAA para implementar la recomendación previa de la NTSB, después de un accidente fatal previo que involucró un intento de aterrizaje con viento de cola, que la FAA requiere que los operadores comerciales entrenen a las tripulaciones de vuelo en aterrizajes con viento de cola. La información atestigua que un Boeing 747 de Virgin Atlantic aterrizó con éxito en el mismo aeropuerto en condiciones climáticas muy similares, justo antes del vuelo 331.

## Aeronave y tripulación
La aeronave involucrada era un Boeing 737-823, matrícula N977AN.Su primer vuelo fue el 30 de noviembre de 2001. El número de serie del fabricante era 29550.El avión realizó su primer despegue con el registro N1786B y fue entregado a American Airlines el 20 de diciembre de 2001.
El capitán era Brian Cole, de 49 años, quien se había incorporado a American Airlines en 1986. Anteriormente, había sido capitán/piloto de control en el Boeing 727, pero ahora se desempeñaba como capitán del Boeing 737 cuando la aerolínea retiró sus 727. El capitán Cole tenía 11.147 horas de vuelo, incluidas 2.727 horas en el Boeing 737, y tenía experiencia previa en aterrizajes en la pista 12 de Kingston con mal tiempo.: 34–36 
El primer oficial era Daniel Billingsley, de 45 años, quien trabajaba en American Airlines desde 1998, inicialmente como primer oficial del Boeing 727. Se convirtió en primer oficial del Boeing 737 en 2002. Acumuló 6120 horas de vuelo, 5027 de ellas en el Boeing 737. Ambos pilotos habían volado juntos anteriormente. El primer oficial declaró que se sentía muy cómodo volando con el capitán Cole.: 34, 36–37 

## Accidente
El vuelo se originó en el Aeropuerto Nacional Ronald Reagan de Washington, Washington D. C., con escala en el Aeropuerto Internacional de Miami, Miami, Florida.A las 22:22 hora local (03:22, 23 de diciembre UTC), el Boeing 737-823 derrapó durante el aterrizaje en la pista 12 y salió del pavimento, sufriendo graves daños.Se reportaron fuertes lluvias en el momento.Tras el accidente se emitió un informe meteorológico especial.

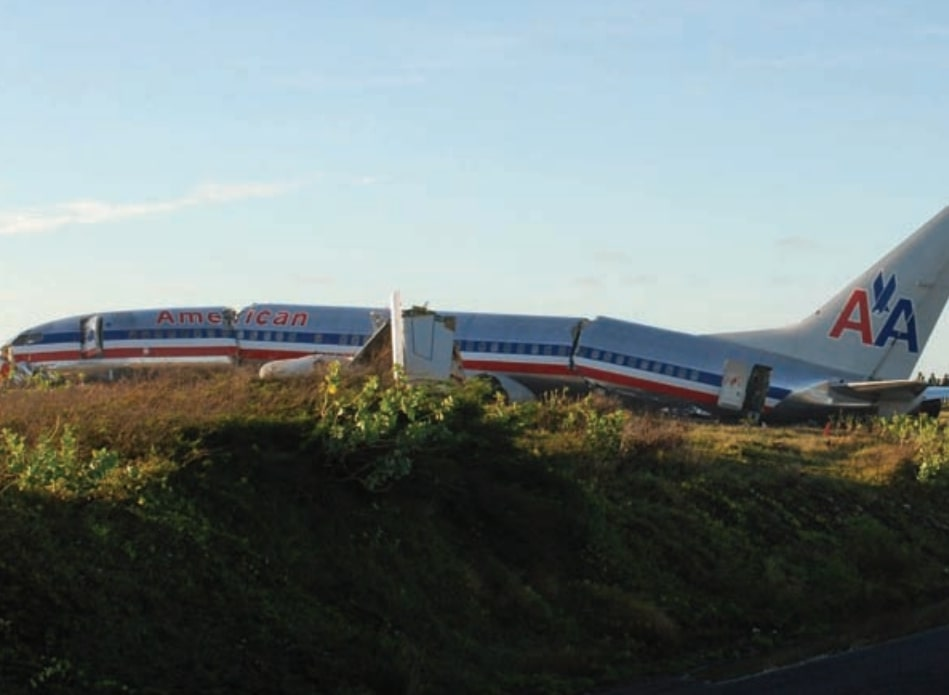
Otra vista del casco del vuelo 331

Algunos pasajeros indicaron que el servicio de cabina se suspendió varias veces durante el vuelo, antes de ser cancelado por completo debido a la turbulencia; otros informan que el avión puede haber aterrizado mucho tiempo en la pista.
También se anunció que algunas de las luces de aproximación del aeropuerto no funcionaban en el momento del accidente.Los funcionarios jamaicanos restaron importancia al papel del mal funcionamiento de las luces en el accidente, señalando que las tripulaciones habían sido notificadas y que la pista estaba correctamente iluminada.Las ayudas a la navegación terrestres fueron evaluadas por un avión de control después del accidente y se determinó que funcionaban normalmente.
La aeronave sufrió daños sustanciales durante el accidente: todo el fuselaje se fracturó por delante y por detrás del ala, un ala perdió un motor y la otra su punta del winglet, y la sección del morro quedó aplastada. El tren de aterrizaje falló y la aeronave quedó de bruces. Su impulso la impulsó a través de la valla perimetral a velocidad de autopista y atravesó la autopista Norman Manley antes de quedar finalmente en posición vertical, a pocos metros del puerto exterior de Kingston y del mar Caribe.El 737 sufrió daños que resultaron irreparables económicamente y fue dado de baja.El accidente representa la sexta pérdida del casco de un Boeing 737-800.

## Respuesta, investigación e informe final
Aunque el aeropuerto cerró tras el accidente, lo que retrasó a unos 400 viajeros, reabrió posteriormente con una pista reducida debido a los restos de la cola. Los vuelos más grandes se desviaron al Aeropuerto Internacional Sangster de Montego Bay durante dos días.
La Junta Nacional de Seguridad en el Transporte inició una investigación del accidente y envió un equipo para asistir a los funcionarios de la Autoridad de Aviación Civil de Jamaica en la investigación. American Airlines también envió un equipo de accidentes para ayudar a los demás investigadores.
Informes posteriores indicaron que la tripulación se había comunicado con el Control del Tráfico Aéreo de Jamaica para solicitar la aproximación con el Sistema de Aterrizaje Instrumental (ILS) a la pista 12, la pista designada por el Servicio Automático de Información de Terminal (ATIS) para las llegadas de esa noche. Sin embargo, se les informó de las condiciones de viento de cola en la pista 12 y se les ofreció una aproximación en circuito para aterrizar en la pista 30. "La tripulación reiteró su solicitud para la pista 12 y posteriormente se les autorizó a aterrizar en dicha pista, y el controlador les informó además que la pista estaba mojada".
El director general de Aviación Civil de Jamaica, Coronel Oscar Derby, declaró la semana posterior al accidente que el avión aterrizó aproximadamente a la mitad de la pista de 8910 pies (2720 m). También señaló que el 737-800 está equipado con una pantalla de visualización frontal ("HUD"). Otros factores que se estaban investigando incluían "vientos de cola y una pista empapada por la lluvia"; la pista en cuestión no estaba equipada con ranuras de dispersión de lluvia comunes en aeropuertos más grandes. El avión tenía una carga de combustible relativamente alta al momento del aterrizaje; transportaba suficiente combustible para un vuelo de ida y vuelta de regreso a los EE. UU.
El FDR reveló más tarde que el avión tocó tierra a unos 4100 pies (1200 m) por la pista de 8910 pies (2720 m) de largo. Normalmente, el aterrizaje sería entre 1000 pies (300 m) y 1500 pies (460 m). El avión todavía viajaba a 72 millas por hora (63 nudos; 116 km/h) cuando salió del final de la pista. El avión aterrizó con un viento de cola de 16 millas por hora (14 nudos; 26 km/h), justo dentro de su límite de 17 millas por hora (15 nudos; 27 km/h).
El 2 de mayo de 2014, la JCAA emitió su informe final.El informe final de la investigación identificó múltiples causas y factores que contribuyeron al accidente, entre ellos:

1. La tripulación del vuelo 331 no recibió un informe preciso y actualizado sobre las condiciones de la pista en Kingston.

1. La tripulación de vuelo no revisó las opciones de aproximación y, como resultado, no estaba al tanto de una advertencia de agua estancada en el aeropuerto de Kingston y no seleccionó la pista más adecuada para aterrizar.

1. La tripulación de vuelo decidió aterrizar bajo una fuerte lluvia en una pista mojada y con viento de cola cercano al límite de aterrizaje.

1. La tripulación de vuelo no utilizó el nivel máximo de freno automático ni de flaps disponibles.

1. El avión aterrizó a más de 4.000 pies del umbral de la pista.